# Kabos Ede
Kabos Ede, születési nevén Rosenberg Albert Ede (Nagykároly, 1864. december 2. – Abbázia, 1923. augusztus 8.) író, újságíró, szerkesztő. Lánya Kabos Ilonka (1898-1973) zongoraművész volt.

## Életpályája
1864. december 2-án született Nagykárolyban, polgári családban. Alsóbb iskolái befejezése után Budapesten folytatta tanulmányait. Tanárnak készült, bölcsészeti tanulmányait azonban félbeszakította, újságíró lett. 1902-ben tagja lett a Petőfi Társaságnak.
Előbb Mikszáth Kálmán rövid életű Országos Hírlapjának dolgozott, majd 1899-ben a Budapesti Napló munkatársai közé lépett; 1905 végétől két évig a lap főszerkesztője volt, 1907 végén megvált a laptól. 1913-ban szerkesztője volt az Érdekes Újságnak és írt a Pester Lloydba is.
Fő műve az Érdekes Újság Dekameronja volt, melynek tíz megjelent kötetében száz írót mutatott be. Az újságok szívesen látták írásait. 1918-ban lelkesen fogadta Károlyiék polgári forradalmát. A tanácsköztársaságban ugyan nem vett részt, de a fehérterrortól félve Bécsbe emigrált, ahol később haladó osztrák lapoknak dolgozott. 1888-1895 között Molnár Sándor álnéven színműveket is írt. 1923-ban Abbáziában kúrálta legyengült szervezetét. Itt érte a halál, élete 59. évében.

## Munkássága
Több fővárosi lapnak is dolgozott. Széles körű irodalmi műveltséget szerzett. Szinte anyanyelvi szinten ismerte a német nyelvet, jól tudott franciául is. Ismerte az orosz realista írókat, lelkesedett Zola, Turgenyev, később Dosztojevszkij iránt. Megismerkedett Vajda Jánossal, akinek felismerve költői nagyságát, hódolóként estéről estére ott ült az idős költő kávéházi asztalánál. Később barátságot kötött a nála 13 évvel fiatalabb Ady Endrével, akinek legjobb barátja lett. Ő ébresztette fel később Ady és a nyugatosok érdeklődését és tiszteletét az akkor már halott Vajda János iránt. Munkatársa volt Mikszáth Kálmán Országos hírlapjának. Riportjai jellemző képet adtak a századvégről. Novelláiban főleg a napi gondokkal küzdő szegények problémáival foglalkozott.

## Művei
- Alfieri (színmű, 1883)
- Elzüllöttek; Révai, Budapest, 1885

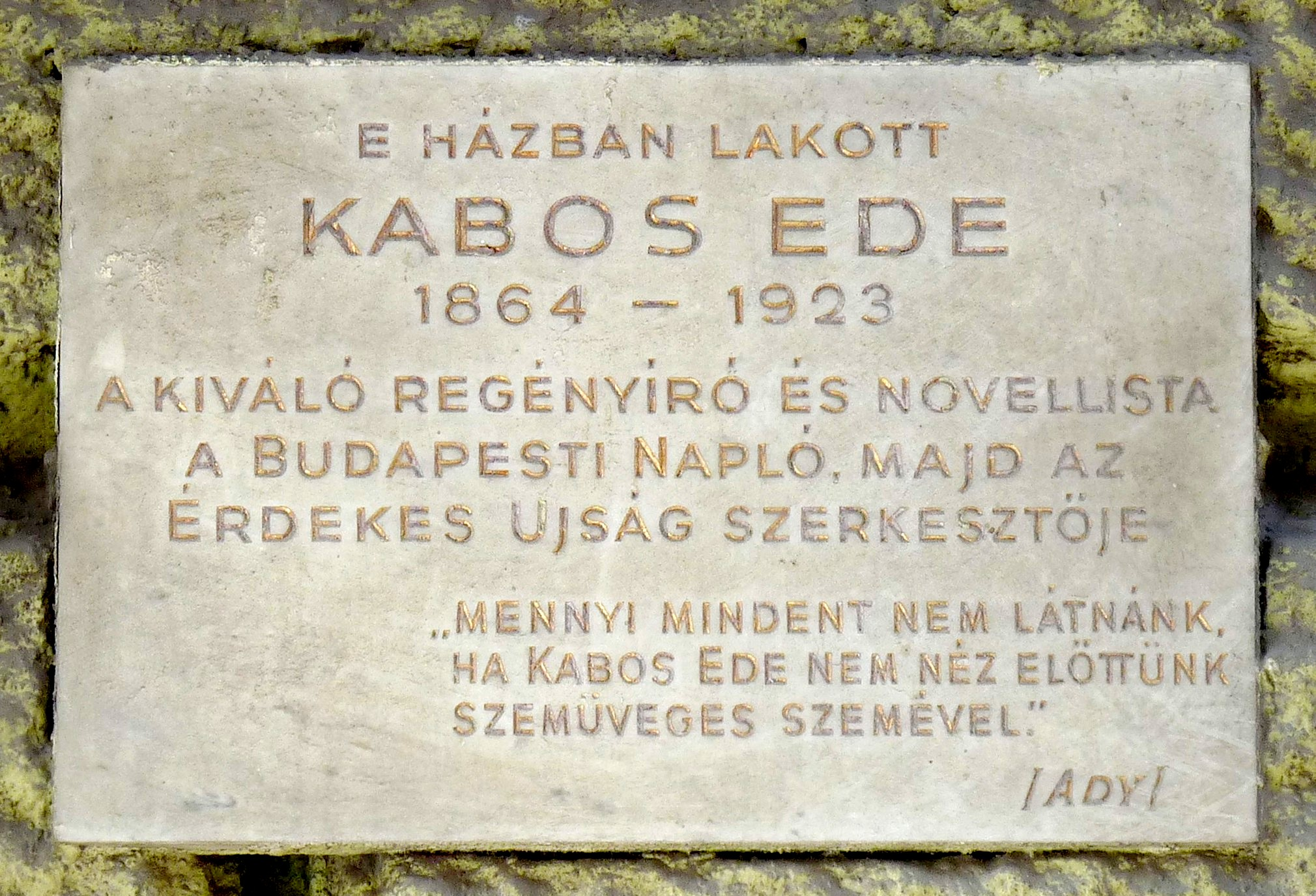
Kabos Ede emléktáblája egykori lakhelyén.

- Vásár. Regény; Székely, Budapest, 1887
- A kupéban (színmű, bemutatta a Nemzeti Színház 1888)
- Éva (színmű, 1889)
- Harakiri s kisebb vázlatok; Singer-Wolfner, Budapest, 1891
- Tantalusz (színmű, 1892)
- Révben (színmű, 1893)
- Fehér éjszakák (regény, 1893) Online
- Koldusok (elbeszélések, 1893) Online
- Por. Tárczák, drámai formák; Singer-Wolfner, Budapest, 1895
- A holló (színmű, 1895)
- Mab királynő (színmű, bemutatta a Nemzeti Színház 1895)
- Vándorok. Elbeszélések; Athenaeum, Budapest, 1897 (Az Athenaeum olvasótára)
- A csengeri kalapok és egyéb történetek; Lampel, Budapest, 1898 (Magyar könyvtár)
- A verebek (regény, 1900)
- Külvárosi mesék; Lampel, Budapest, 1901 (Munkás füzetek)
- Két halott regénye. Elbeszéli az egyik; Singer-Wolfner, Budapest, 1902 (Színes Könyvek) Online
- Ákáczvirág (elbeszélések, 1903) Online
- Az eleven kulcs. Egy szép ördög naplója; Pallas Ny., Budapest, 1905
- A szobor özvegye; Pallas, Budapest, 1905 (Kabos Ede munkái)
- Por / Révben. Színmű; Magyar Kereskedelmi Közlöny, Budapest, 1907
- A jövő fészke. Budapest, 1908. Online
- Az én bűnügyem; Schenk, Budapest, 1910
- Mária látogatói; Kabos Ede; Pallas, Budapest, 1910 (Kabos Ede munkái)
- Az éhező tanyán. Regény; Kabos Ede; Magyar Kereskedelmi Közlöny, Budapest, 1910 körül.
- Damajanti. Novellák; Nyugat, Budapest, 1911
- Kétféle szerelem. Regény; Kabos Ede; Magyar Kereskedelmi Közlöny, Budapest, 1914
- Szivárvány. Elbeszélések; Tevan, Békéscsaba, 1915 (Tevan-könyvtár)
- A királyné; Kabos Ede; Légrády, Budapest, 1917
- IV. Péter asszonyai. Regény; Dick Manó, Budapest, 1918
- Az ékszerek; Kabos Ede; Légrády, Budapest, 1918
- A Rubin-gyár. Regény; Kabos Ede; Athenaeum, Budapest, 1920
- A szabadkőművesség a kulisszák mögött; Pázmáneum Ny., Budapest, 1920
- Egy óra története; Kabos Ede; Pegazus, Wien, 1921 (Kis magyar könyvek)